# Alfred Edler
Alfred Edler (* 19. April 1922 in Weiz; † 26. Dezember 2016 in Graz) war ein österreichischer Politiker der SPÖ. Er war von 1985 bis 1993 stellvertretender Bürgermeister der Landeshauptstadt Graz.

## Biographie
Nach dem Besuch der Volks- und Mittelschule studierte Edler Volkswirtschaftslehre an der Grazer Karl-Franzens-Universität. Er musste das Studium jedoch aufgrund seiner Einberufung in die Wehrmacht unterbrechen. Nach Kriegsende verlegte er sein Studienfach auf Rechtswissenschaft und wurde im April 1948 zum Doctor iuris promoviert.
Bereits unmittelbar nach Kriegsende war Edler in den Dienst der Stadtgemeinde Graz eingetreten. Nach dreijähriger Tätigkeit im Kontrollamt war er bis zum Jahre 1964 als Abteilungsleiterstellvertreter in der Finanzabteilung tätig. Anschließend wurde er zum Personalamtsleiter und 1966 zum stellvertretenden Magistratsdirektor bestellt. Seit dem Frühjahr 1968 gehörte er als Finanzreferent der Grazer Stadtregierung an – er sollte diese Funktion bis zu seinem Ausscheiden aus der Politik innehaben. Von 1968 bis 1978 war er außerdem noch Referent für das Personalwesen und von 1978 bis 1988 als Referent für das Beschaffungswesen. Ab der Gemeinderatsperiode 1983 umfasste sein Aufgabenbereich als Finanzreferent auch das Wirtschaftsförderungsamt. Den Höhepunkt seiner politischen Karriere erreichte Edler am 10. Jänner 1985, als er zum zweiten stellvertretenden Bürgermeister unter seinem Parteikollegen Alfred Stingl gewählt wurde. Neben seinen kommunalpolitischen Ämtern war Alfred Edler seit 1968 als Vorstandsmitglied der Grazer Messe und im Aufsichtsrat der Grazer Stadtwerke (heute Graz Holding) tätig. Im selben Jahr wurde er auch Mitglied im Aufsichtsrat der Betreibergesellschaft des Flughafens Graz, ab 1984 leitete er diesen Aufsichtsrat als Vorsitzender.
Im Lauf seines Lebens wurde Edler vielfach ausgezeichnet: Die Karl-Franzens-Universität ehrte ihn 1964 mit der Pro-Meritis-Medaille und 1988 mit dem Titel eines Ehrensenators. 1992 wurde er zum Ehrenbürger der Stadt Graz ernannt. Das Land Steiermark verlieh ihm 1988 das Große Goldene Ehrenzeichen und 1992 den Ehrenring. Die Republik Österreich zeichnete ihn 1980 mit dem Großen Ehrenzeichens für Verdienste um die Republik Österreich aus.